# Triaenodes fortunio
Triaenodes fortunio är en nattsländeart som beskrevs av Schmid 1994. Triaenodes fortunio ingår i släktet Triaenodes och familjen långhornssländor. Inga underarter finns listade i Catalogue of Life.